# إيكاروس (مركبة فضائية)
إيكاروس (مركبة فضائية شراعية تسير بطاقة الأشعة الشمسية) هي مركبة فضائية تجريبية تابعة لوكالة استكشاف الفضاء اليابانية (جاكسا). أُطلقت المركبة الفضائية في 20 مايو عام 2010، رفقة المسبار أكاتسوكي (المتتبع المداري لمناخ الزهرة) بالإضافة إلى أربع مركبات فضائية صغيرة أخرى على متن صاروخ إتش-2 إيه. تُعد إيكاروس المركبة الفضائية الأولى التي تثبت نجاح تقنية الشراع الشمسي في الفضاء بين الكوكبي.
مرّت بالقرب من كوكب الزهرة على مسافة 80800 كيلومتر (50200 ميل) منه في 8 ديسمبر عام 2010، مكملةً المهمة المُخططة بنجاح، ودخلت مرحلة تشغيلها الممتد (المستمر).

## الهدف
يُعد مسبار إيكاروس المركبة الفضائية الأولى في العالم التي تستخدم الشراع الشمسي بمثابة قوة دافعة رئيسية (بدلًا من الوقود). وقد صُممت لتظهر أربع تقنيات مختلفة (تشير التعليقات بين قوسين إلى الشكل):
1. نشر غشاء الشراع الشمسي الرقيق والكبير والتحكم به (المناطق الرمادية-الزرقاء ذات الرقم 3).
2. دمج الخلايا الشمسية رقيقة الغشاء مع الشراع لتشغيل الحمولة (المستطيلات السوداء ذات الرقم 4).
3. قياس التسارع الذي يسببه ضغط الإشعاع على الشراع الشمسي.
4. التحكم بالوضعية عن طريق تغيير الانعكاسية لثمانين لوحًا من الكريستال السائل مزروعة (مثبتة) في الشراع (المستطيلات البرتقالية ذات الرقم 2).

تتضمن المهمة أيضًا استقصاءات لجوانب الفضاء بين الكوكبي، مثل انفجارات أشعة غاما، والرياح الشمسية، والغبار الكوني. قاس الجهاز (الأداة) إيه إل إيه دي دي آي إن (إيه إل دي إن-إس وإيه إل دي إن-إي) الموجود في المسبار التباين في كثافة الغبار، وقاس مقياس استقطاب انفجار أشعة غاما (جي إيه بّي) الموجود على المركبة استقطاب انفجارات أشعة غاما أثناء رحلتها التي استمرت 6 أشهر.
سيُلحق بإيكاروس شراع بأبعاد 40x40 مترًا، لتشكّل مستكشف كويكب طروادة الخاص بالمشتري، الذي أُعدّ ليقوم برحلة إلى المشتري وكويكبات طروادة، وسيُطلق في نهاية العشرينيات من القرن الواحد والعشرين بهدف العودة بعينة كويكبية إلى الأرض في خمسينيات القرن الواحد والعشرين.

## التصميم
نُشر الشراع المربع عن طريق حركة مغزلية باستخدام كُتل طرفية بوزن 0.5 كيلوغرام (1.1 رطل) (العنصر المفتاحي رقم 1 في الشكل إلى اليمين)، ويبلغ طول قطره 20 متر (66 قدم)، وهو مصنوع من صفيحة من البوليميد بسماكة 7.5 مايكرومتر (ميكرون) (العنصر المفتاحي رقم 3 في الشكل إلى اليمين). تبلغ كتلة صفيحة البوليميد عشرة غرامات في المتر المربع، مما يُنتج شراعًأ ذي كتلة إجمالية تبلغ 2 كيلوغرام، باستثناء الكُتل الطرفية، والألواح المتصلة والحبال (السلاسل). توضع (تُغرس) مصفوفة شمسية رقيقة الغشاء في الشراع (العنصر المفتاحي رقم 4 في الشكل إلى اليمين). توفر شركة باور فيلم المصفوفة الشمسية رقيقة الغشاء. تُغرس أيضًا ثمانين قطعة من ألواح إل سي دي، والتي يمكن لانعكاسيتها أن تعدل الوضعية (العنصر المفتاحي رقم 2 في الشكل إلى اليمين). يحتوي الشراع أيضًا على ثمانية عدادات للغبار على الوجه المعاكس بمثابة جزء من الحمولة العلمية.